# Arthur Kleinschmidt
Arthur Karl August Paul Wilhelm Kleinschmidt  (Wiesbaden, 8 de abril de 1848 – Starnberg, 5 de agosto de 1919) foi um historiador, bibliotecário e publicista alemão.

## Obras
- Jacob III., Markgraf zu Baden und Hochberg, der erste regierende Convertit in Deutschland, Frankfurt am Main 1875
- Die drei Stände in Frankreich vor der Revolution, Wien 1876 (Digitalisat)
- Russland's Geschichte und Politik dargestellt in der Geschichte des russischen hohen Adels, Theodor Kay, Kassel 1877 (Digitalisat)
- Die Eltern und Geschwister Napoleons I., 1878
- Karl Friedrich von Baden: Zum 150. Geburtstage, Heidelberg 1878
- Die Säkularisation von 1803, 1878
- Napoleon I., 1880
- Augsburg, Nürnberg, und ihre Handelsfürsten im fünfzehnten und sechzehnten Jahrhunderte, Kassel 1881 (Digitalisat)
- Charakterbilder aus der französischen Revolution, 1889
- Katarina II., als Zivilisatorin, 1891
- Geschichte des Königreichs Westfalen, Friedrich Andreas Perthes, Gotha 1893 (Digitalisat)[ligação inativa]
- Drei Jahrhunderte russischer Geschichte: Ueberblick der russischen Geschichte seit der Thronbesteigung der Romanow bis heute (1598–1898), Berlin 1898
- Bayern und Hessen, Johannes Räde, Berlin 1900 (Digitalisat)
- Moskauer Skizzen, 1903
- Amalie von Oranien, geborene Gräfin zu Solms-Braunfels. Ein Lebensbild, Johannes Räde, Berlin 1905
- Katalog der Anhaltina der Herzoglichen Hofbibliothek zu Dessau, Anhaltische Buchdruckerei Gutenberg, Dessau 1906 (als Mitautor)
- Die Herren und Freiherren v. Holzhausen in Frankfurt a. M., Dessau 1908
- Geschichte von Arenberg, Salm und Leyen 1789–1815, Gotha 1912
- Gebhards Handbuch der Deutschen Geschichte, neu hrsg. von Ferdinand Hirsch. Bd. 2: Von der Reformation bis zur Gegenwart. Leipzig, 5. Aufl. 1913 (Digitalisat) (als Mitautor)
- 25 Personenartikel in der Allgemeinen Deutschen Biographie